# Klasztor St. Blasien
Klasztor St. Blasien (niem. Kloster St. Blasien) – dawna placówka zakonu benedyktynów znajdująca się w niemieckim mieście St. Blasien. Główną częścią kompleksu jest klasycystyczny kościół św. Błażeja, określany potocznie mianem Schwarzwälder Dom (katedry szwarcwaldzkiej).

## Historia
Pierwsza wzmianka o klasztorze benedyktynów na terenie dzisiejszego St. Blasien pochodzi z IX wieku. Wedle tradycji założycielem placówki był Reginbert von Seldenbüren. Pierwszym historycznie udokumentowanym opatem był Werner I, kierujący placówką w latach 1045–1069. 8 czerwca 1065 król Henryk IV Salicki nadał klasztorowi przywilej immunitetu. W latach 70. XI wieku wspólnota utrzymywała kontakty z opactwem Fruttuaria i przyłączyła się do rozwijającego się tam ruchu reformatorskiego, co skutkowało przekształceniem w klasztor podwójny i wprowadzeniem braci świeckich. Zakonnicy z St. Blasien wywarli w ten sposób wpływ na zakładane przez nich placówki i inne okoliczne klasztory (m.in. Ochsenhausen, Göttweig, Prüm czy Alpirsbach). W XII wieku zrezygnowano z dalszej działalności reformatorskiej i skupiono się na rozbudowie majątków ziemskich. 8 stycznia 1125 cesarz Henryk V przyznał klasztorowi królewską ochronę i nadał prawo do samodzielnego wyboru wójta kościelnego, uniezależniając go tym samym od woli biskupów Bazylei. Kolejnymi wójtami byli przedstawiciele rodziny Zähringów, a po wymarciu rodu w 1218 roku wójtostwo stało się lennem cesarskim. Około połowy XIII wieku placówka przeszła pod administrację habsburską. 
Średniowieczne zabudowania klasztorne przebudowano w latach 1727–1742 w stylu barokowym wg projektu Johanna Michaela Beera von Bleichtena.  23 lipca 1768 kompleks został zniszczony wskutek pożaru. Podczas konferencji z 13 grudnia 1768 zrezygnowano z pomysłu przeniesienia siedziby opactwa do Bonndorfu i podjęto decyzję o odbudowie klasztoru. Prace powierzono francuskiemu architektowi Pierre’owi-Michelowi d’Ixnardowi. Po oddaniu do użytku skrzydeł mieszkalnych w 1772 roku rozpoczęto wznoszenie kościoła. Po konflikcie opata z architektem w 1774 roku nadzór nad budową przejął Nicolas de Pigage, który zmodyfikował projekt d’Ixnarda. W 1776 rozpoczęto wznoszenie kopuły, pracami kierował lokalny cieśla Joseph Müller. Pierwsze msze przy ołtarzach bocznych odprawiono 8 listopada 1781, a w 1783 roku miała miejsce konsekracja ukończonej świątyni. W 1806 roku placówkę zsekularyzowano.
W 1874 roku kompleks został zniszczony przez pożar, w 1913 roku katedrę otwarto po odbudowie. W 1934 do dawnych zabudowań klasztornych przeniesiono z Feldkirch siedzibę uczelni Stella Matutina, której nazwę zmieniono na Kolleg St. Blasien. W 1939 szkołę zamknęły władze nazistowskie, otwarto ją ponownie w 1946 roku. W 1971 odbudowano wschodnie skrzydło klasztorne, które rozebrano po pożarze w 1874. 27 maja 1977 na terenie kompleksu ponownie miał miejsce pożar. W 1983 roku świątynię poddano gruntownej renowacji.

## Architektura i wyposażenie kościoła
Skrzydła klasztorne reprezentują styl barokowy, a kościół (zwany potocznie katedrą) – klasycystyczny. Jego kopuła ma średnicę 36 m, równą wysokości od posadzki do czaszy kopuły. Wysokość całkowita wynosi 63 m, a szerokość fasady – 50 m. 54-głosowe organy ustawiono na końcu podłużnego prezbiterium, wykonał je w latach 191–1913 organmistrz Friedrich Wilhelm Schwarz. Instrument został znacznie uszkodzony przez wodę użytą podczas gaszenia pożaru z 27 maja 1977, uruchomiono go ponownie po naprawie 19 października 1987. W 1997 miał miejsce remont organów przeprowadzony przez przedsiębiorstwo Johannes Klais Orgelbau. Szafę organową wykonali bracia Metzgerowie z Überlingen, ma ona wysokość 12 m, szerokość 7 m i głębokość 4 m. Świątynia posiada łącznie dziesięć brązowych dzwonów, dwa największe zawieszono we wschodniej wieży, a pozostałe – w zachodniej. Trzy z nich są podłączone do zegara, dzwony 5 i 4 wybijają kwadranse, a dzwon 3 – pełne godziny. Dane dzwonów:
| Nr | Waga    | Średnica | Ton  | Rok odlania | Ludwisarnia                             |
| -- | ------- | -------- | ---- | ----------- | --------------------------------------- |
| 10 | 151 kg  | 61 cm    | es"  | 1952        | Friedrich Wilhelm Schilling, Heidelberg |
| 9  | 229 kg  | 71 cm    | des" | 1952        | Friedrich Wilhelm Schilling, Heidelberg |
| 8  | 403 kg  | 85 cm    | b'   | 1952        | Friedrich Wilhelm Schilling, Heidelberg |
| 7  | 562 kg  | 95 cm    | as'  | 1952        | Friedrich Wilhelm Schilling, Heidelberg |
| 6  | 835 kg  | 110 cm   | ges' | 1952        | Friedrich Wilhelm Schilling, Heidelberg |
| 5  | 1018 kg | 114,3 cm | f'   | 2005        | Bachert, Karlsruhe                      |
| 4  | 1328 kg | 126,2 cm | es'  | 1961        | Friedrich Wilhelm Schilling, Heidelberg |
| 3  | 1712 kg | 142,1 cm | des' | 1961        | Friedrich Wilhelm Schilling, Heidelberg |
| 2  | 3040 kg | 170,6 cm | b0   | 1961        | Friedrich Wilhelm Schilling, Heidelberg |
| 1  | 6152 kg | 216,1 cm | ges0 | 1961        | Friedrich Wilhelm Schilling, Heidelberg |

## Galeria

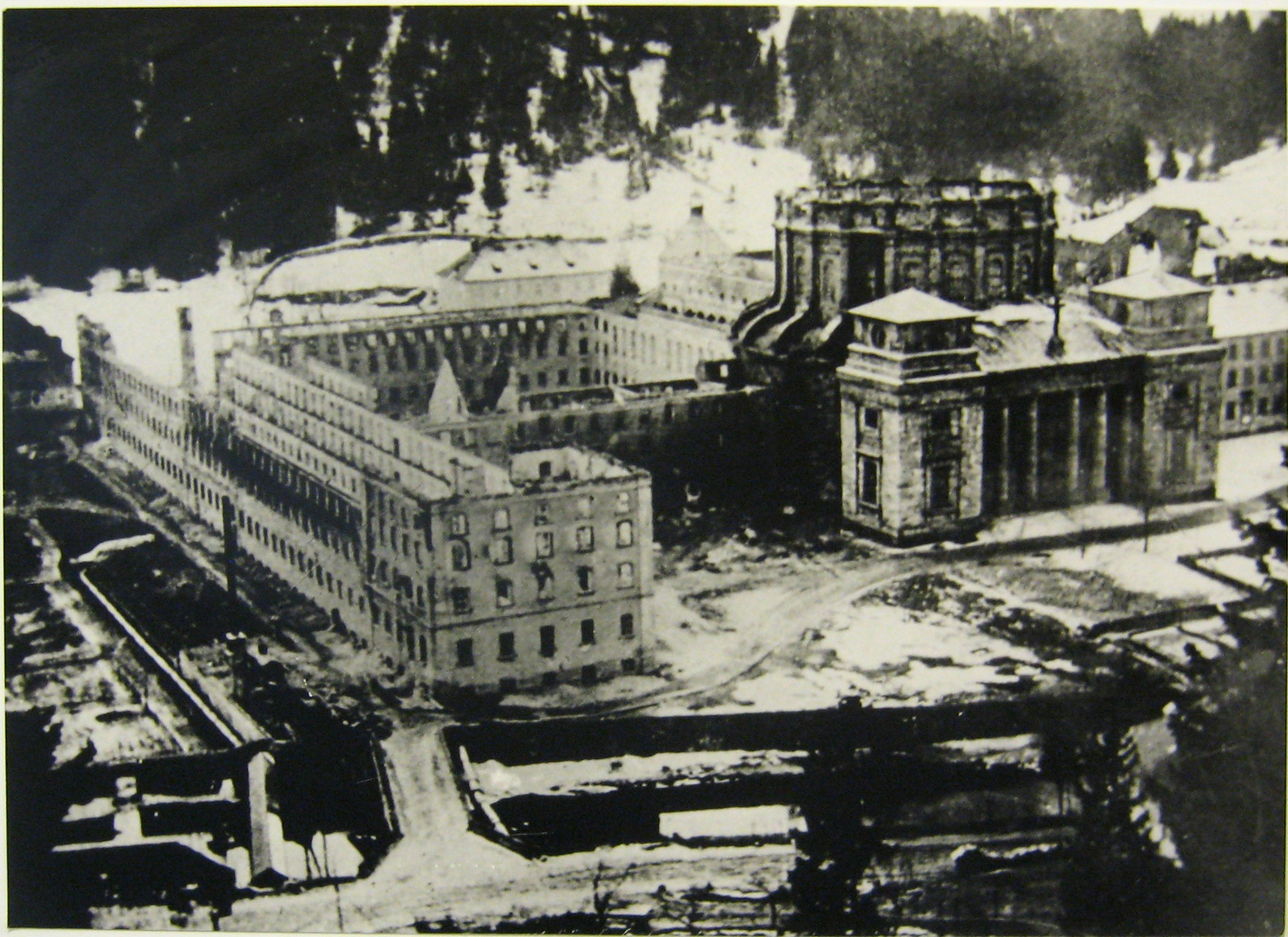
Klasztor zniszczony po pożarze w 1874
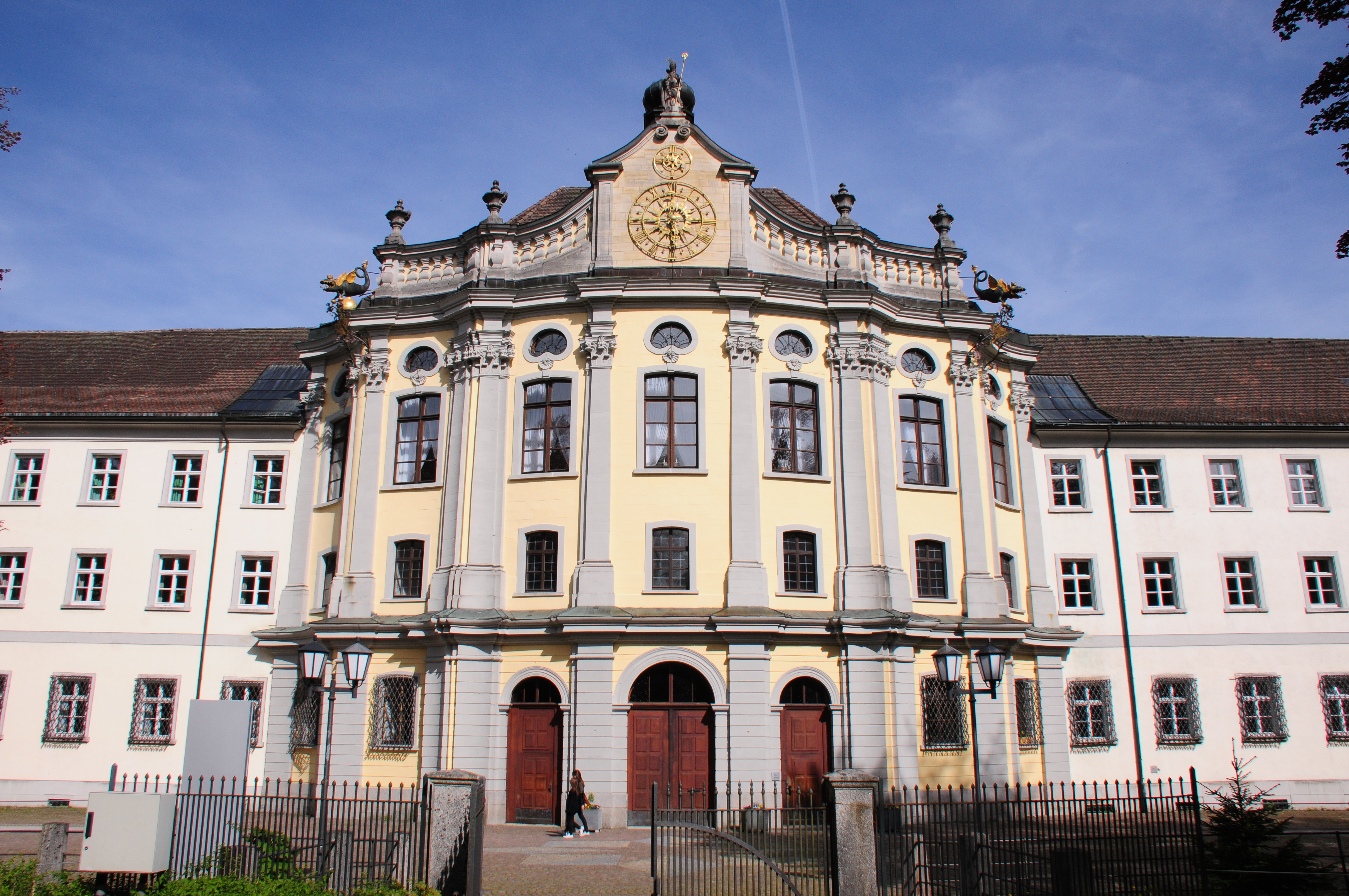
Skrzydło zachodnie
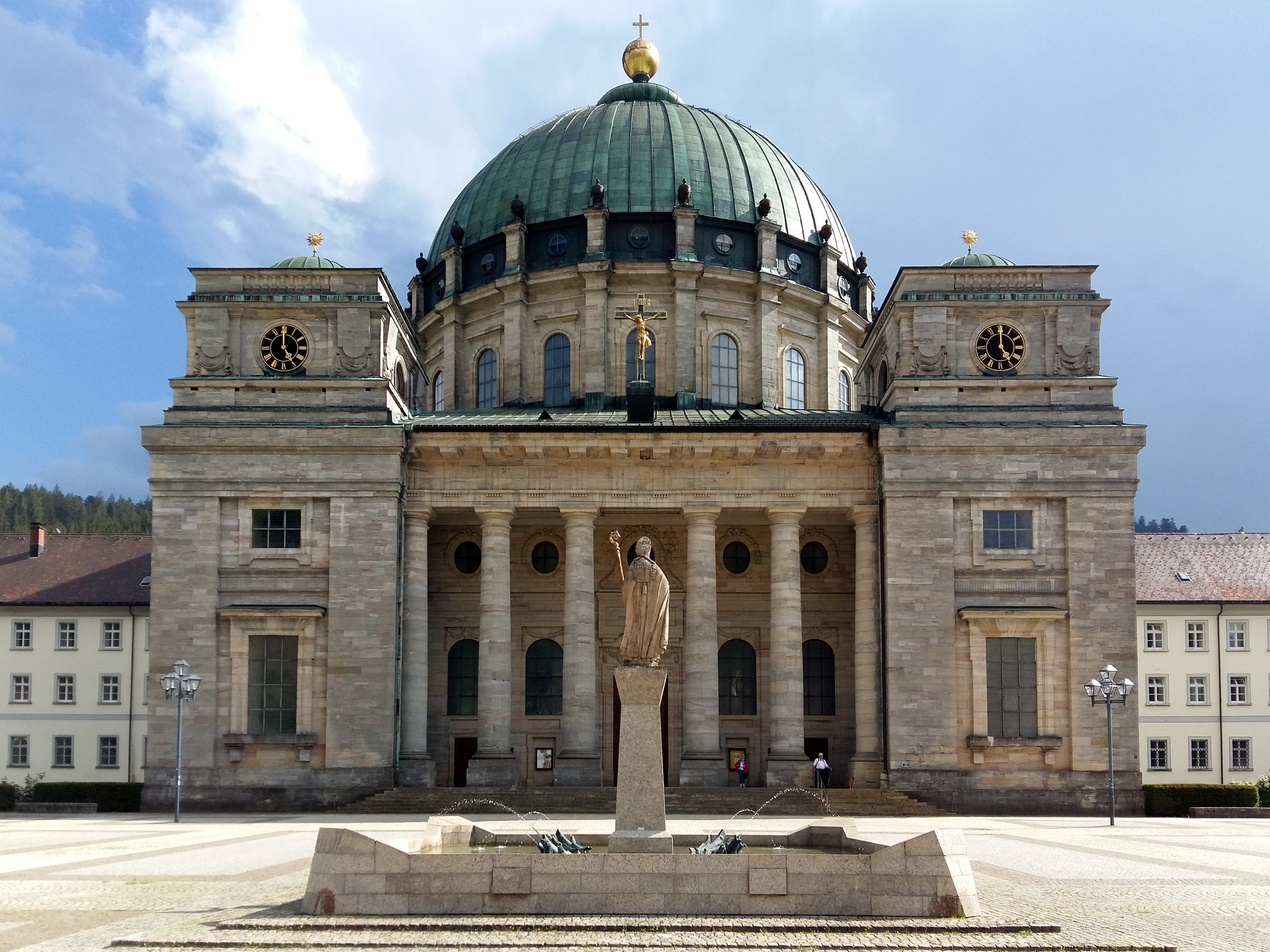
Fasada kościoła
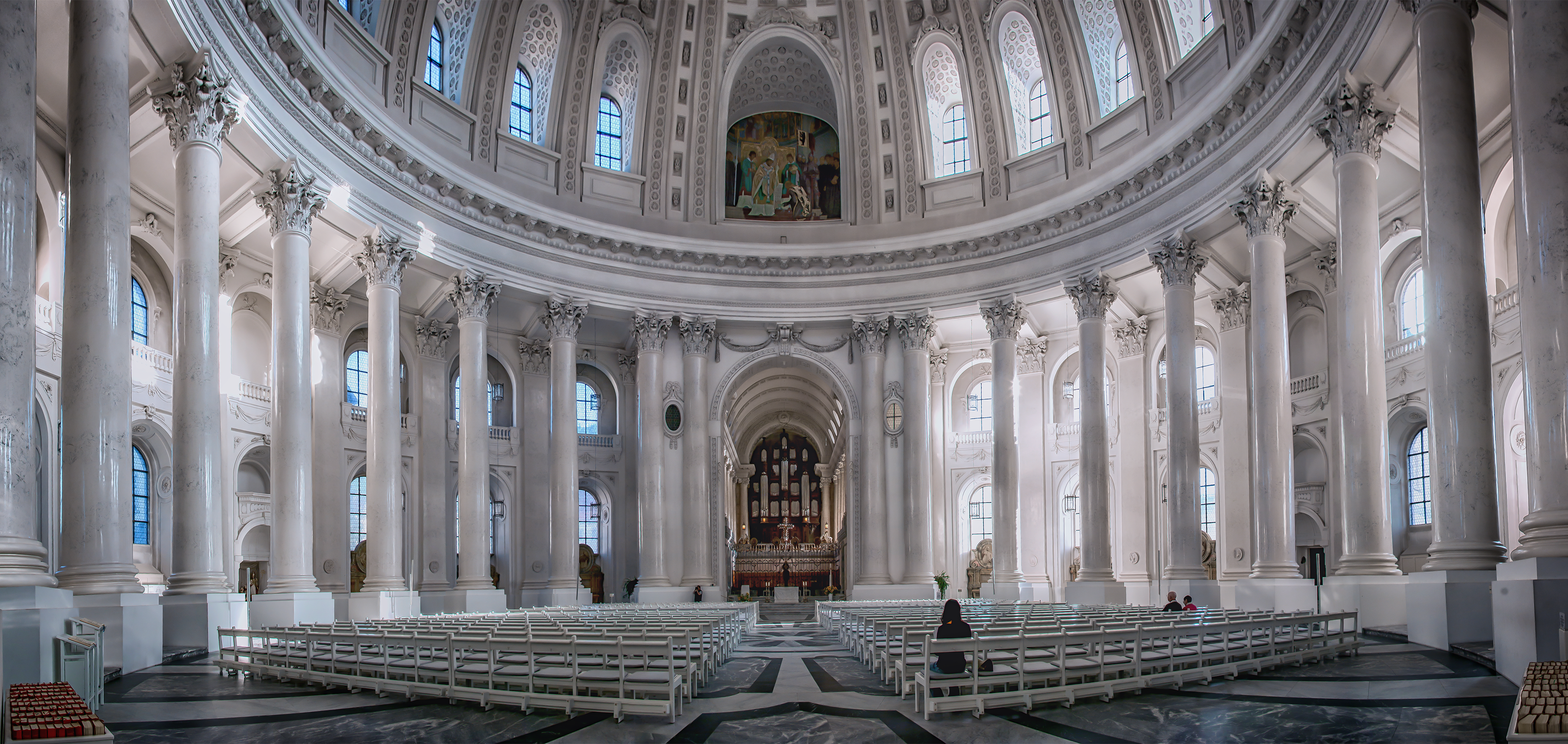
Wnętrze świątyni
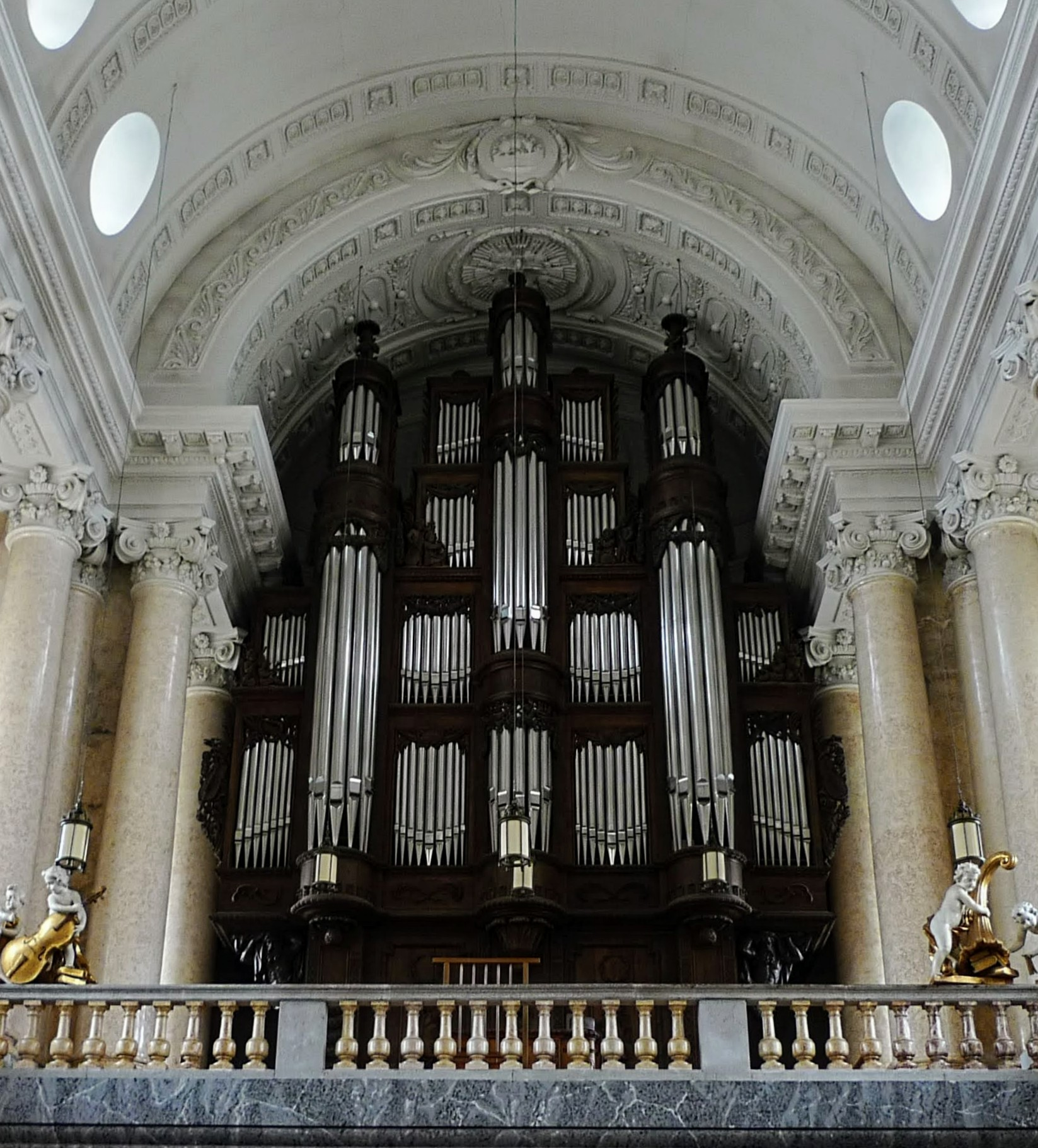
Organy